# Gisle Straume
Gisle Straume, född 26 augusti 1917 i Holla (nuvarande Nome), död 1 december 1988 i Oslo, var en norsk skådespelare, regissör och teaterchef. Straume räknas som en av Norges mest allsidiga, särpräglade och populära skådespelare under efterkrigstiden.

## Biografi
Straume växte upp i ett intelektuellt hem i Telemark fylke. År 1937 medverkade han i en revy på latinskolan i Skien där hans talang uppmärksammades av regissören Nils-Reinhardt Christensen. År 1939 kom han till Oslo där han studerade engelska, norska och geografi vid universitetet. Senare blev han elev vid Det norske teatret. Han tog ingen examen vid universitetet eftersom han för att slippa att bli arresterad under Tysklands ockupation av Norge under andra världskriget tillbringade de sista krigsåren i hembygden som sambandsman i Milorg. Våren 1945 arbetade han som hallåa i TV och det var han som läste nyheten om Adolf Hitlers död.
Han återvände till Det norske teatret och debuterade i barnpjäsen Prinsesse Tone. Efter ett år som rektor vid elevskolan verkade han från 1947 som heltidsskådespelare. Till hans viktiga tidiga roller hör kaplanen i Den store Barnedåpen, Trumpeterstråle i Hans Jacob Nilsens uppsättning av Peer Gynt, fältprästen i Mutter Courage,  Paulus Hove i Læraren och farbrors i O'Neills Å ungdoms villmark, som blev hans karaktäristiska genombrott. Åren 1951–1952 gästspelade han vid Den Nationale Scene som baron Zeta i Den glada änkan samt i Jan de Hartogs kammarspel Himmelsengen.
Straume stannade vid Det norske teatret i över tio år med sammanlagt över 40 roller. Därefter följde engagemang vid Det Nye Teater 1955–1956 och 1958–1959 och Nationaltheatret 1959–1963 och vid TV-teatern 1967–1976. Därutöver var han 1956–1958 teaterchef vid Rogaland Teater och 1963–1967 dito vid Den Nationale Scene. Till hans stora roller hör biskop Nikolas i Kongsemnerne, pastor Manders i Gengångare, Tesman i Hedda Gabler, byggmästaren i Det lykkelige valg, Lindkvist i Påsk, Göran Persson i Erik XIV, Oregon i Tartuffe, Henrik VIII i Kaj Munks Cant, Luka i Gorkijs Nattherberget och Teddy Brewster i Arsenikk og gamle kniplinger. Han gjorde sig även bemärkt i musikalroller som Higgins i My Fair Lady och chefen i How to Succeeed in Business Without Really Trying. År 1954 iscenesatte han Spelet om Heilag Olav på Stiklestad och spelade själv kungen.
Han nådde nationell berömmelse genom radioteatern i sin roll som lektor P. T. Tørrdal i pjäserna om Stompa från 1958, följt av filmerna Stompa & Co (1962), Stompa, selvfølgelig (1963) och Stompa forelsker seg (1965). Andra betydande filmroller var som den sexuellt frustrerade läraren Tvestrand i Elskere (1963) och Endresen i Kjære Maren (1976). Han gjorde sig även bemärkt i sina TV-teaterroller, bland annat som Per Degn i Erasmus Montanus (1971), dr. Stockmann i En folkefiende (1972), Gustav Fröding i Syng vakkert om kjærlighet (1976) och Johan Ludvig Heiberg i Fra regnormens liv (1984).
Straume återvände till Det norske teatret 1976 och var vid det laget en av Norges mest respekterade scenkonstnärer och största publikmagneter. Bland de större roller som följde finns James Tyron i Lang dags ferd mot natt, Absalon Beyer i Anne Pedersdotter, titelrollen i Goya, kung Lear och Galileo Galilei i Galileis liv. För de senare rollerna tilldelades han Kritikerprisen 1984–1985. Han blev också uppmärksammad för enmansföreställningen Ein diktar og hans strid (1980), Vinje i Ein hippie frå Telemark (1982) och Aasen i Dikt og sanning (1985). Sin sista roll gjorde Straume 1987 i Måsen.
Gisle Straume utnämndes till riddare av första klass i St. Olavs Orden 1983.

## Familj
Straume var son till skolföreståndaren, kyrkosångaren och bonden Eivind Straume (1881–1961) och läraren Brita Monsine Skanke Aarnes (1880–1970). Gisle Straume var gift första gången 1948–1962 med skådespelaren Julia Back (äktenskapet upplöst) och andra gången från 1963 med journalisten och skådespelaren Sonja Cora Christensen. Under sina sista levnadsår var Halldis Moren Vesaas och Straume ett par, men var aldrig gifta och bodde inte heller tillsammans.

## Filmografi
- 1949 – Kärlek blir din död
- 1951 – Storfolk og småfolk
- 1952 – Nödlandning
- 1956 – Roser til Monica
- 1957 – Smuglere i smoking
- 1962 – Tonny
- 1962 – Julia Harrington
- 1962 – Stompa & Co
- 1963 – Stompa, selvfølgelig!
- 1963 – Elskere
- 1965 – Paria
- 1965 – Stompa forelsker seg
- 1966 – Afrikaneren
- 1967 – Borgermesteren
- 1968 – Det lykkelige valg
- 1968 – De ukjentes marked
- 1969 – Mødrekupé
- 1969 – Frøken Rosita
- 1969 – Taxi (TV-serie)
- 1970 – Småborgerbryllup
- 1970 – Før sjøforklaringen
- 1970 – Privattimen
- 1970 – En handske
- 1970 – Døden i gatene
- 1970 – Tyven, tyven...
- 1970 – Mästertjuven
- 1971 – Erasmus Montanus
- 1972 – Fjeldeventyret
- 1972 – Kung Oidipus
- 1972 – En folkefiende
- 1972 – Fru Warrens virksomhet
- 1973 – Barselstuen
- 1973 – Sladek den svarte riksvernsmann
- 1973 – Juno og påfuglen
- 1974 – Dr. Knock
- 1974 – Montserrat
- 1974 – Svaleredet
- 1975 – Tut og kjør
- 1976 – Kjære Maren
- 1977 – Solospill (TV-serie)
- 1978 – Rosmersholm
- 1979 – Olsenbanden och Dynamit-Harry letar olja
- 1982 – Maria Stuart i Skottland (TV-serie)
- 1984 – Fra regnormenes liv